# 日本セーラー女子団
日本セーラー女子団（にっぽんセーラーじょしだん）は、2016年4月11日から2019年2月25日まで北海道札幌市を拠点に連日公演を行っていたローカルアイドル。カシオペアレコード所属。2019年3月3日からはAYEAYE（あいあい）と改名し、2019年10月28日まで活動した。

## 概要
メイン衣装はセーラー服。左胸と背中に各メンバー固有の背番号が大きく縫い付けられているのが特徴。
応募者728名のオーディションで選ばれたメンバーが、2015年11月からのレッスン期間を経て2016年4月11日より劇場公演開始。
-軌跡-
- 2015年3月7日、ネゴシックス監修によりコンセプトが示される[1]。
- 2015年5月1日、日本セーラー女子団オーディション応募開始。
- 2015年10月2日、常設劇場名が「さくら劇場」に決定[2]。
- 2015年10月11日、日本セーラー女子団オーディション合格者決定。合格者から2015年11月1日に日本セーラー女子団正規メンバー結成。
- 2016年4月11日、拠点となる専用劇場「さくら劇場」をすすきのにオープン。
- 2016年5月30日、初の候補生公演が行われ、観客動員数71名を達成したことにより6月より8月まで毎週日曜日に候補生公演が行われた。
- 2016年8月12日、100名動員ライブを開催し、観客動員150名を達成。
- 2017年1月4日、FMアップルにて、初の冠ラジオ番組「さくら行進局」がスタート[3]。同年12月まで毎週水曜日午後7時から30分番組が放送された。
- 2017年9月1日・2日、タイ王国バンコクで開催されたJAPAN EXPO IN THAILAND 2017の初日メインステージのトリをつとめるとともに、1000人以上の観客を集めた[4]。
- 2017年9月29日、Zepp Sapporoで初のワンマンライブを開催。
- 2017年11月25日、U.M.U_AWARD2017決勝大会に出場。
- 2018年1月20・21日、北海道の関与団体、一般社団法人北海道食産業総合振興機構（フード特区機構）委託により、台湾桃園市にて北海道の食と文化を紹介。同市にてのべ6公演[5]。
- 2018年1月29日、Zepp TOKYOでの"Music Symposium"にゲスト出演。
- 2018年4月28日・29日、「ボストン日本祭り」[6]へ出演[7]。のべ2公演。
- 2018年5月14日、Zeppなんば大阪での"TOKYO MORE COLLECTION"にゲスト出演。
- 2018年7月27日、「さくら劇場」オープンから1000日を機にすすきのから狸小路に拠点を移転。
- 2018年8月30日、青春時代/STANDBYMEを全国リリースすることを発表。
- 2018年11月28日、青春時代/STANDBYMEが11月26日付オリコンデイリーシングルチャートで22位を記録。
- 2018年11月30日、2019年2月25日をもっての活動休止を発表。
- 2018年12月12日、青春時代/STANDBYMEが12月10日付オリコン週間インディーズシングルチャートで16位を記録。
- 2019年2月25日、「日本セーラー女子団」としての活動を終了。
- 2019年3月3日、グループ名をAYEAYE（あいあい）に変更し活動再開。
- 2019年10月28日、カシオペアレコード倒産に伴いすべての活動を終了[8]。

## メンバー
日本セーラー女子団結成後は、“正規メンバー”と“正規メンバー”昇格を目差す“候補生”という体制で、“候補生”は正規メンバーが欠席した時に公演をサポートしていた。さらに正規メンバーは、「セーラーマシンガンズ」と「セーラーテロリスト」の2グループに分かれて公演を行っていた。2017年9月29日よりグループを統合し「日本セーラー女子団」として両グループの曲を披露する形に変更。
2017年9月9日から“候補生”は“研究生”に名称が変更され、“研究生”から正規メンバーへの昇格を目差す体制に変更。また、2017年9月9日から2018年4月11日までは新メンバーのみで結成された「日本セーラー女子団2」の公演も行われた。2018年4月14日からは「日本セーラー女子団」と「日本セーラー女子団2」が統合し「日本セーラー女子団」として活動した。

### 「日本セーラー女子団」活動終了時のメンバー

#### 正規メンバー
| 名前     | 読み          | 愛称   | 背番号 | 旧所属                                    | 期  | 誕生日                | 身長  | 血液型 | 担当カラー | 初出演日  | 備考 |
| -------- | ------------- | ------ | ------ | ----------------------------------------- | --- | --------------------- | ----- | ------ | ---------- | --------- | --- |
| 小枝咲笑 | こえだ さえ   | サエピ | 8      | 日本セーラー女子団 (セーラーマシンガンズ) | 1期 | ????年3月14日(非公開) | 155cm | 非公開 | 水色       | 2016.4.11 | 2017.8.26に一度卒業したが2018.3.3に復帰 リーダー/LiLa兼任 2019.3.3より七瀬すみれに改名しAYEAYEで同年7月まで活動した。                           |
| 南彩乃   | みなみ あやの | -      | 3      | 日本セーラー女子団 (セーラーマシンガンズ) | 3期 | 2001年5月2日（24歳）  | 168cm | A型    | オレンジ   | 2017.4.11 | 2017.5.4公演後より活動を休止していたが、 2018年2月の日本セーラー女子団2公演から復帰 2019.3.3より中森ほのかに改名しAYEAYEで同年6月まで活動した。 |

※初出演日は正規メンバーとして出演した日

### 過去に在籍したメンバー

#### 正規メンバー
| 名前       | 読み            | 背番号 | 最終所属                                  | 期  | 誕生日                 | 身長  | 血液型 | 担当カラー | 初出演日  | 卒業日     | 備考                                                                                        |
| ---------- | --------------- | ------ | ----------------------------------------- | --- | ---------------------- | ----- | ------ | ---------- | --------- | ---------- | ------------------------------------------------------------------------------------------- |
| 春川そら   | はるかわ そら   | 16     | 日本セーラー女子団 (セーラーテロリスト)   | 1期 | 1997年9月20日（27歳）  | 164cm | A型    | 紫         | 2016.4.11 | 2016.7.18  | 契約満了による。元フルーティー"ゆめの"                                                      |
| 久保田れな | くぼた れな     | 4      | 日本セーラー女子団 (セーラーテロリスト)   | 1期 | ????.4.4(非公開)       | ？cm  | A型    | 濃紺       | 2016.4.11 | 2016.7.23  | 契約打ち切りのため。妹は女優の久保田紗友                                                    |
| 三月あさ   | みづき あさ     | 15     | 日本セーラー女子団 (セーラーマシンガンズ) | 1期 | 1995年12月13日（29歳） | 158cm | ？     | オレンジ   | 2016.4.11 | 2016.7.24  |                                                                                             |
| 愛川ひかり | あいかわ ひかり | 1      | 日本セーラー女子団 (セーラーマシンガンズ) | 1期 | 1995年11月2日（29歳）  | 162cm | O型    | 白         | 2016.4.11 | 2017.1.31  | 最終出演2016.12.30                                                                          |
| 百々瀬遥   | ももせ はるか   | 11     | 日本セーラー女子団 (セーラーテロリスト)   | 2期 | 1996年12月12日（28歳） | 156cm | A型    | 紫         | 2016.8.1  | 2017.9.13  | 最終出演2017.8.27 ダンス活動に専念するため                                                  |
| 夏目ゆう   | なつめ ゆう     | 81     | 日本セーラー女子団2                       | 4期 | 1996年1月14日（29歳）  | 不明  | 不明   |            | 2017.9.9  | 2017.11.25 |                                                                                             |
| 鈴森花音   | すずもり かのん | 7      | 日本セーラー女子団 (セーラーテロリスト)   | 1期 | 1996年7月26日（28歳）  | 151cm | B型    | ピンク     | 2016.4.11 | 2018.2.15  | 契約違反のため                                                                              |
| 三浦真代   | みうら まよ     | 99     | 日本セーラー女子団 (セーラーテロリスト)   | 1期 | 1997年10月9日（27歳）  | 153cm | A型    | 赤         | 2016.4.11 | 2018.4.1   | 本人申し出により                                                                            |
| 朝倉みるき | あさくら みるき | 62     | 日本セーラー女子団2                       | 4期 | 1998年4月15日（27歳）  | 150cm | O型    |            | 2017.9.9  | 2018.4.4   | 契約打ち切りのため。最終出演2018.1.27 ミスヤングチャンピオン2018候補                        |
| 城本雛     | しろもと ひな   | 38     | 日本セーラー女子団2                       | 4期 | 2000年6月11日（24歳）  | 149cm | O型    |            | 2017.9.9  | 2018.3.14  |                                                                                             |
| 横山愛実   | よこやま まなみ | 2      | 日本セーラー女子団2                       | 4期 | 1996年12月7日（28歳）  | 164cm | O型    | 青         | 2017.9.9  | 2018.4.11  |                                                                                             |
| 鈴木紗綾   | すずき さあや   | 22     | 日本セーラー女子団                        | 4期 | 1991年10月16日（33歳） | 157cm | O型    | 紫         | 2017.9.9  | 2018.5.18  | 契約打ち切りのため。最終出演2018.5.15                                                       |
| 清水美沙希 | しみず みさき   | 70     | 日本セーラー女子団 (セーラーテロリスト)   | 1期 | 1994年1月9日（31歳）   | 172cm | O型    | 緑色       | 2016.4.11 | 2017.9.10  | 2017.9.10に日本セーラー女子団を卒業も 2018年1月より6月までサポートメンバーとして一時復帰    |
| 兼村星七   | かねむら てぃな | 20     | 日本セーラー女子団 (セーラーマシンガンズ) | 1期 | 2000年3月28日（25歳）  | 152cm | O型    | ピンク色   | 2016.4.11 | 2018.10.24 | 2018.4.8より活動休止。2018.10.24の卒業公演に１日復帰 現在は事務所所属モデルとして活動継続中 |
| 山咲茉依   | やまさき まい   | 47     | 日本セーラー女子団                        | 4期 | 1996年3月22日（29歳）  | 156cm | A型    | 赤         | 2017.9.9  | 2018.6.12  | 2018.6.12より体調不良につき活動休止                                                         |
| 明日香美華 | あすか みふぁ   | 18     | 日本セーラー女子団 (セーラーマシンガンズ) | 2期 | 2001年6月21日（23歳）  | 153cm | B型    | 青         | 2016.8.1  | 2019.1.21  | 2017.9.24より活動を休止していたが、2018.7.15に復帰。大学進学を目差すため                    |
| 星野はる   | ほしの はる     | 21     | 日本セーラー女子団 (セーラーマシンガンズ) | 1期 | ????年8月7日(非公開)   | 165cm | AB型   | 黄色       | 2016.4.11 | 2019.2.23  | 永遠の17歳。 現在は事務所所属モデルとして活動継続中                                         |

#### 研究生・候補生
| 名前         | 読み            | 誕生日                 | 身長  | 血液型 | 卒業日    | 備考 |
| ------------ | --------------- | ---------------------- | ----- | ------ | --------- | --- |
| YURAM        | ユラム          | 1995年1月7日（30歳）   | 155cm | 不明   | 不明      | 2016K-POP world festival in Tokyo 大賞                                                                               |
| 朝比奈英美里 | あさひな えみり | 2002年3月16日（23歳）  | 155cm | 不明   | 2016.7.31 | 学業に専念するため                                                                                                   |
| 望月希美奈   | もちづき きみな | 2001年2月3日（24歳）   | 153cm | 不明   | 2017.5.3  | 契約違反のため |
| 桜城萌       | さくらぎ もえ   | 2000年4月6日（25歳）   | 不明  | 不明   | 不明      | 2017.4.30お披露目、2017.8.12に研究生公演初出演 2017.8.29に日本セーラー女子団2への加入と背番号6が発表されるも活動辞退 |
| 夢華みな     | ゆめはな みな   | 1997年11月16日（27歳） | 158cm | A型    | 2018.9.27 | 2018.1.13お披露目。今後の進路のため退団                                                                              |

※2017年3月までの在籍者は"候補生"として所属

### イベント・公演に出演する予定だったメンバー

#### 加入予定だったメンバー
| 名前       | 読み            | 誕生日            | 備考                                                                        |
| ---------- | --------------- | ----------------- | --------------------------------------------------------------------------- |
| 如月まこと | きさらぎ まこと | 17才（高校2年生） | 2018.12.16定期公演にてお披露目。2019.3.3にAYEAYEに加入も2019.3.15に活動休止 |
| 恋歌いろは | こいうた いろは | 18才（高校3年生） | 2018.12.16定期公演にてお披露目                                              |

※2018.12.16定期公演にて加入予定メンバーとして披露されたものの正式加入することなく日本セーラー女子団が活動休止することになった。

#### 研究生
| 名前       | 読み            | 愛称 | 誕生日                | 身長  | 血液型 | 備考              |
| ---------- | --------------- | ---- | --------------------- | ----- | ------ | ----------------- |
| 大月あおい | おおつき あおい | -    | 2001年1月17日（24歳） | 157cm | A型    | 2018.3.17お披露目 |
| 藤島みく   | ふじしま みく   | -    | 2000年7月27日（24歳） | 156cm | O型    | 2018.3.17お披露目 |

※ファンの前でお披露目されたメンバーのみ掲載
※2018.7.21のイベント出演を最後に公演・イベントに参加することは無かった。

## 人気投票
2016年5月より2018年3月まで毎月人気投票が行われていた。
毎月月末に集計され、人気投票1位になると翌月の公演において全員で歌う公演曲におけるサビの部分のメインボーカルの歌唱権を与えられたり、個人グッズが優先的に作成されたりなどの特典があった。また、全体の2位に与えられるボーカルパートもあった。
日本セーラー女子団2への人気投票も2018年11月より開始され、投票結果は非公開であったものの、ポスターやフライヤー等での掲示位置や公演におけるソロパートの数などに投票結果が反映されていた。
人気投票は2018年2月度をもって公演内でのランキング発表は終了し、2018年3月度をもって人気投票も終了した。

### 月間ランキング
| 月度       | 1位              | 2位              | 3位              | 4位             | 5位             |
| ---------- | ---------------- | ---------------- | ---------------- | --------------- | --------------- |
| 2016年5月  | 久保田れな(193)  | 兼村星七(140)    | 三月あさ(138)    | 小枝咲笑(117)   | 愛川ひかり(81)  |
| 2016年6月  | 兼村星七(606)    | 久保田れな(486)  | 三月あさ(342)    | 小枝咲笑(311)   | 愛川ひかり(284) |
| 2016年7月  | 藤堂美咲(946)    | 三浦真代(338)    | 兼村星七(255)    | 愛川ひかり(211) | 星野はる(202)   |
| 2016年8月  | 小枝咲笑(258)    | 星野はる(242)    | 三浦真代(226)    | 愛川ひかり(212) | 藤堂美咲(176)   |
| 2016年9月  | 兼村星七(460)    | 三浦真代(373)    | 愛川ひかり(328)  | 鈴森花音(311)   | 小枝咲笑(220)   |
| 2016年10月 | 兼村星七(485)    | 愛川ひかり(458)  | 三浦真代(443)    | 小枝咲笑(426)   | 星野はる(407)   |
| 2016年11月 | 愛川ひかり(863)  | 兼村星七(439)    | 三浦真代(379)    | 鈴森花音(301)   | 藤堂美咲(293)   |
| 2016年12月 | 藤堂美咲(960)    | 明日香美華(778)  | 愛川ひかり(754)  | 兼村星七(573)   | 三浦真代(363)   |
| 2017年1月  | 星野はる(418)    | 鈴森花音(340)    | 兼村星七(279)    | 三浦真代(252)   | 藤堂美咲(182)   |
| 2017年2月  | 藤堂美咲(1227)   | 望月希美奈(982)  | 明日香美華(423)  | 兼村星七(392)   | 小枝咲笑(375)   |
| 2017年3月  | 兼村星七(1369)   | 小枝咲笑(985)    | 三浦真代(531)    | 明日香美華(461) | 鈴森花音(343)   |
| 2017年4月  | 三浦真代(1177)   | 兼村星七(569)    | 小枝咲笑(355)    | 鈴森花音(348)   | 明日香美華(323) |
| 2017年5月  | 星野はる(584)    | 三浦真代(323)    | 小枝咲笑(259)    | 兼村星七(241)   | 鈴森花音(224)   |
| 2017年6月  | 明日香美華(1395) | 星野はる(537)    | 三浦真代(439)    | 兼村星七(416)   | 鈴森花音(348)   |
| 2017年7月  | 鈴森花音(3015)   | 小枝咲笑(1129)   | 兼村星七(394)    | 三浦真代(344)   | 明日香美華(244) |
| 2017年8月  | 藤堂美咲(830)    | 小枝咲笑(788)    | 星野はる(773)    | 兼村星七(284)   | 三浦真代(232)   |
| 2017年9月  | 星野はる(724)    | 三浦真代(681)    | 兼村星七(236)    | 鈴森花音(200)   | 藤堂美咲(136)   |
| 2017年10月 | 三浦真代(1362)   | 星野はる(356)    | 兼村星七(328)    | 鈴森花音(299)   | -               |
| 2017年11月 | 鈴森花音(2371)   | 三浦真代(373)    | 兼村星七(310)    | 星野はる(228)   | -               |
| 2017年12月 | 鈴森花音(1275)   | 星野はる(448)    | 兼村星七(417)    | 三浦真代(390)   | -               |
| 2018年1月  | 三浦真代(543)    | 鈴森花音(297)    | 兼村星七(232)    | 星野はる(182)   | -               |
| 2018年2月  | 三浦真代(720)    | 星野はる(470)    | 兼村星七(327)    | -               | -               |
| 2018年3月  | 星野はる(非公開) | 兼村星七(非公開) | 小枝咲笑(非公開) | -               | -               |

### 年間MVP
| 年     | 2016年   | 2017年   |
| ------ | -------- | -------- |
| 受賞者 | 藤堂美咲 | 鈴森花音 |

１年間の人気投票を通して最も得票数が多かったメンバーに年間MVPの称号が与えられ、１年間さくら劇場内に掲示された。

## 作品

### 公演曲
日本セーラー女子団の劇場公演は、すべてオリジナル曲。中間のMCを除きノンストップで楽曲が披露されることが多かったが、時々、企画コーナーやカバー曲を披露することもあった。
2017年までは毎週設定される公演テーマにもとづく寸劇、オリジナル曲と公演テーマについての日替わりでのソロMCで構成された。さらに2016年の公演ではメンバー週替わりでカバー曲の歌唱や正規メンバー全員での合唱曲の歌唱も行われていた。
2018年1月3日から2018年4月13日まで行われていた日本セーラー女子団の劇場公演では、開始から最後のMCまでノンストップで１０曲程度楽曲が披露されるスタイルで、アンコールが起きた場合にはさらに２～３曲の歌唱が行われていた。
2017年9月9日から2018年4月11日まで行われていた日本セーラー女子団2の劇場公演では、オリジナル曲から１０曲程度の歌唱とメンバーのMC・企画コーナーで構成されていた。
登場曲
- さくら行進曲
- OVER

全員曲
- センチメンタル思春期（旧セーラーマシンガンズ曲)
- それは3分の恋だった（旧セーラーマシンガンズ曲)
- 月見橋（旧セーラーマシンガンズ曲)
- 孤独な私のプロローグ（旧セーラーテロリスト曲)
- メンタルヘルスラブ（旧セーラーテロリスト曲)
- 憂鬱テロリズム（旧セーラーテロリスト曲)

- 真剣音楽
- 勝利の雨
- 対義の大義
- 日本セーラー女子団
- 君が世
- ラストバージン
- さくらの唄

- 青春時代
- 世界地図
- STAND BY ME
- 妄想炸裂
- 結団式
- 泣かないでベイビー
- 僕等の遺言書
- 星に願いを

個人曲
- 真剣音楽～序章～ ※主に小枝咲笑ソロ曲として2017年に歌われていた。

### CD
すべて終売となっている。

#### 全国リリース・シングル
| No | 発売予定日     | 曲目                                | オリコンシングルチャート最高位                                | 備考                                                     |
| -- | -------------- | ----------------------------------- | ------------------------------------------------------------- | -------------------------------------------------------- |
| 1  | 2018年11月27日 | 1.青春時代 2.STANDBYME              | デイリー22位（2018.11.26）/インディーズ週間16位（2018.12.10） | 両曲A面扱い。A/Bの2タイプリリース                        |
| 2  | 中止           | 1.僕等の遺言書 2.泣かないでベイビー |                                                               | 2019年内にリリース予定だったが活動休止に伴いリリース中止 |

#### 公演・イベント限定シングル
| 発売順 | 発売日    | タイトル | 曲目                               | 備考 |
| ------ | --------- | -------- | ---------------------------------- | ---- |
| 1st    | 2017.5.31 | 勝利の雨 | 1.勝利の雨 2.勝利の雨 Instrumental |      |
| 2nd    | 2017.7.27 | 君が世   | 1.君が世 2.君が世 instrumental     |      |

#### 旧シングル
| 発売日    | タイトル             | 曲目                                  | 備考                         |
| --------- | -------------------- | ------------------------------------- | ---------------------------- |
| 2016.4.11 | センチメンタル思春期 | 1.さくら行進曲 2.センチメンタル思春期 | セーラーマシンガンズシングル |
| 2016.4.11 | 孤独な私のプロローグ | 1.さくら行進曲 2.孤独な私のプロローグ | セーラーテロリストシングル   |

### 音楽配信
音楽配信曲は、主要な音楽配信サービスから現在も入手可能。
| 発売順 | 発売日    | タイトル | 備考 |
| ------ | --------- | -------- | ---- |
| 1st    | 2018.6.15 | 君が世   |      |
| 2nd    | 2018.6.15 | 月見橋   |      |
| 3rd    | 2018.6.19 | 勝利の雨 |      |

## 出演

### テレビ
- Smile Town ニコニこあ（ジェイコム札幌 2015年5-7月）
- 札幌人図鑑（ジェイコム札幌 2016年8月10日）[9]
- SAPPORO NAMARA TV（ジェイコム札幌 2016年9月10日,2016年11月19日,2016年11月26日）
- ちっぷいんBogey（北海道放送 2016年10月1日）
- 〜札幌人の紹介する 今話題の札幌！〜（長崎文化放送 2016年12月16日）[10]
- ぶっちゃけ！終活TV（テレビ北海道 2017年3月11日）
- プリパチ（北海道テレビ放送 2017年3月27日,2017年4月17日,2017年11月13日,2017年12月18日）
- 十勝しんや倶楽部（ジェイコム札幌・帯広シティーケーブル 2017年10月14日-15日,2017年11月11日-12日,2018年11月3日-4日,2018年11月10日-11日）
- しんや一族（テレビ北海道 2018年3月18日,2018年11月25日）
- musicる TV （テレビ朝日 2018年6月5日）
- どさんこワイド179（札幌テレビ放送 2018年11月19日）

### ラジオ
- Lard MaX（さっぽろ村ラジオ 2016年7月26日）
- AppleSmile（FMアップル 2016年8月2日,2018年10月30日）
- 栗田美鳥の土曜はピュアな音楽気分で（ラジオカロスサッポロ 2017年3月12日）
- 小神ひろゆきのしょうもナイス！（エフエムしろいし 2016年10月5日-2016年12月31日）
- さくら行進局（FMアップル 2017年1月4日-2017年12月27日）
- Idol Music Night（ラジオNIKKEI 2017年4月26日）
- Miracle Music Radio（ラジオカロスサッポロ 2017年8月16日）
- 中城美香の紡ぐ Time to be beautiful（さっぽろ村ラジオ 2017年8月18日）
- 北乃カムイのもにょもにょラジオ！（適当）（HBCラジオ 2017年9月10日）
- WEEKLY MAVERICK HOUR HEAVY METAL ROMANCE（ドラマシティFM新さっぽろ 2018年10月16日）
- MissCa♥RADIO（エフエムしろいし 2018年12月26日）

### 雑誌掲載
- CENTURY2015年8月号（現代画報社 2015年7月11日）
- 財界さっぽろ2016年8月号（財界さっぽろ 2016年7月15日）
- toSee Vol.3(BLC 2016年10月)
- すすきの情報ベース Vol.5(すすきの情報ベース　2016年11月）
- toSee Vol.4(BLC 2016年12月)
- 楽遊IDOL PASS Vol.2（アドサプライズ 2016年12月21日）
- すすきの情報ベース Vol.6(すすきの情報ベース　2017年3月）
- 財界さっぽろ2017年4月号（財界さっぽろ 2017年3月15日）
- 楽遊IDOL PASS Vol.3（アドサプライズ 2017年3月21日）
- toSee Vol.5(BLC 2017年4月)
- すすきの情報ベース Vol.7(すすきの情報ベース　2017年6月）
- toSee Vol.6(BLC 2017年6月)[11]
- 財界さっぽろ2017年9月号（財界さっぽろ 2017年8月14日）
- わんハート Vol.12 2017 AUTUMN & WINTER（財界さっぽろ 2017年10月25日）
- 月刊クォリティ2018年3月号（株式会社太陽 2018年2月15日）
- カミオン2018年4月号（芸文社 2018年3月1日）
- IDOL FILE Vol.11（ロックスエンタテイメント  2018年9月21日）

### 新聞掲載
- 道新スポーツ（2015年7月8日号,2016年4月10日号,2017年8月18日号,2017年9月15日号）
- 日刊スポーツ（2016年4月10日号）
- 北洋新聞（2016年6月17日号,2017年2月7日号,2017年7月25日号,2017年9月13日号,2018年4月10日号）
- 読売新聞北海道版（2016年7月6-7日号）
- 北海道新聞（2017年9月9日号夕刊１面）

### CM
- 英会話 ランゲージアンドブレイン(2016年11月15日初公開）
- 軽自動車館(2017年2月17日初公開）[12]
- 道央自動車(2017年7月3日初公開）

### コンテスト・大規模フェス
- 第4回アイドルソロクイーンコンテスト北海道代表（三浦真代・南彩乃・藤堂美咲・明日香美華・兼村星七）（最高位：藤堂美咲　ダンス部門全国6位・歌唱部門全国12位）[13]
- 第5回アイドルソロクイーンコンテスト北海道代表（小枝咲笑・清水美沙希）[14]（全国大会：小枝咲笑・清水美沙希ともに準決勝進出）
- JAPAN EXPO IN THAILAND(2017年9月1-3日）に日本代表のアイドルとしてCheeky Paradeとともに招待[15]
- U.M.U AWARD2017決勝大会進出